# Myrskyntuoja
Myrskyntuoja – album muzyczny zespołu Teräsbetoni z 2008 roku.

## Lista utworów
1. Voiman Vartijat (4:26) ('Guardians of Strength')
2. Painajainen (4:13) ('Nightmare')
3. Missä Miehet Ratsastaa (3:55) ('Where Men Ride')
4. Ukkoshevonen (3:19) ('Thunderhorse')
5. Orjakaleeri (5:24) ('Slave Galley')
6. Paha Sanoo (3:56) ('Evil Says')
7. Teräksen Taakka (5:27) ('The Burden of Steel')
8. Metallin Voima (4:10) ('The Strength of Metal')
9. Kuumilla Porteilla (4:24) ('On Hot Gates')
10. Vihollisille (3:52) ('To Enemies')
11. Huominen Tulla Jo Saa (5:15) ('Tomorrow Can Come')
12. Seiso Suorassa (4:49) ('Stand Upright')